# Giuseppe Ferrandino (homme politique)
Pour les articles homonymes, voir Ferrandino.
Giuseppe Ferrandino, dit Giosi né le 21 mars 1963 à Ischia en Campanie, est un homme politique italien. Membre du Parti démocrate (PD), il est député européen depuis le 17 avril 2018.